# Global Partnership on Forest and Landscape Restoration
Die Global Partnership on Forest and Landscape Restoration ist ein Netzwerk zur Aufforstung von entholzten und abgewerteten Flächen. Es wurde 2003 von IUCN, WWF und der Forestry Commission of Great Britain ins Leben gerufen. Seitdem schlossen sich etwa 30 Regierungen und verschiedene internationale staatliche und private Organisationen an. Die Arbeit richtet sich an der 2011 verabschiedeten Bonn Challenge aus.